# Cerkiew św. Paraskiewy w Dobrowodzie
Cerkiew pod wezwaniem św. Paraskiewy – prawosławna cerkiew filialna w Dobrowodzie. Należy do parafii Zaśnięcia Przenajświętszej Bogurodzicy w Kleszczelach, w dekanacie Kleszczele diecezji warszawsko-bielskiej Polskiego Autokefalicznego Kościoła Prawosławnego.

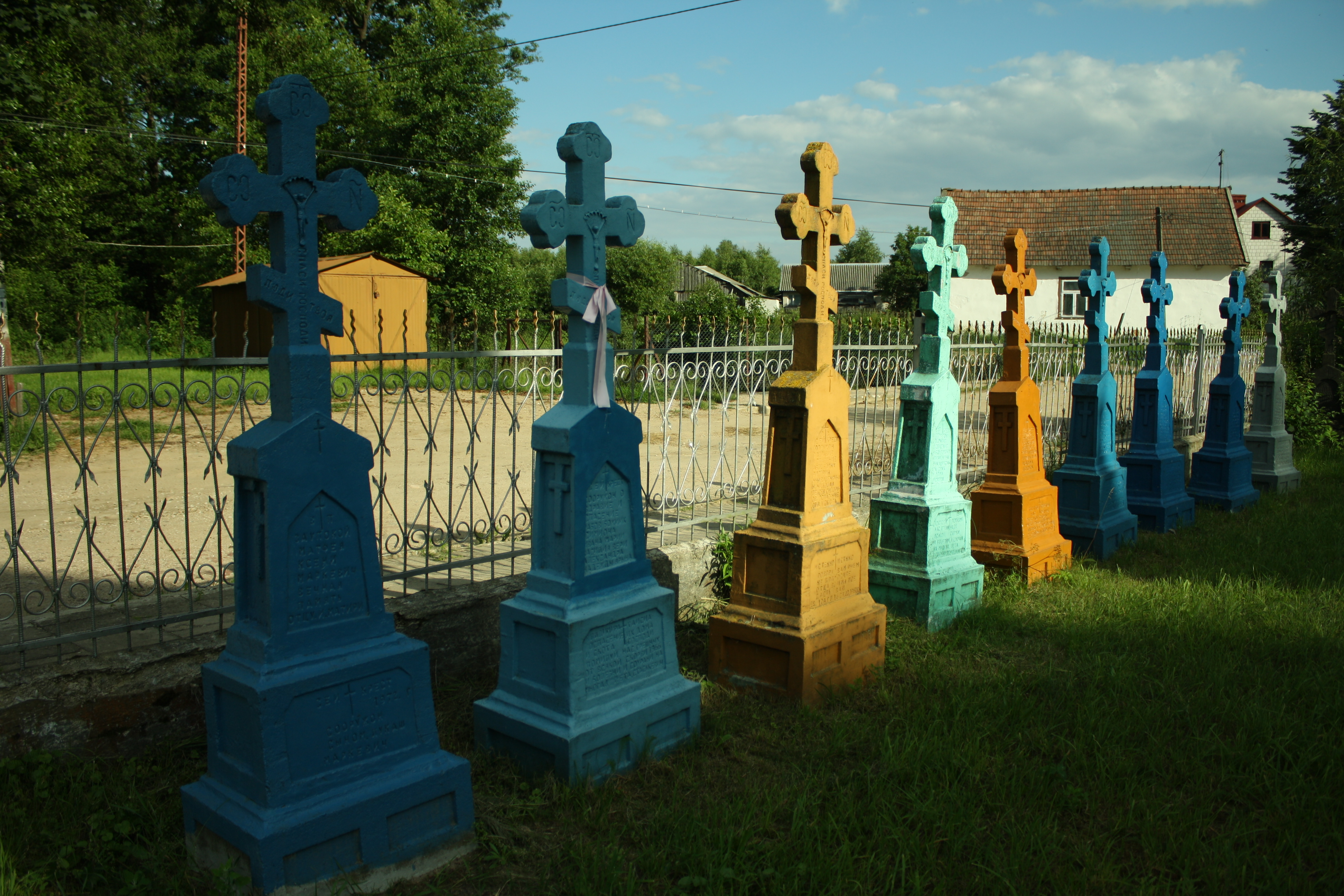
Mogiły przy cerkwi

Pierwszą cerkiew zbudowano w latach 50. XX w. Był to budynek drewniany, szalowany, w konstrukcji zrębowej, z trójbocznie zamkniętym prezbiterium. Świątynię tę w 2003 przeniesiono do Kostomłotów, gdzie obecnie (pod wezwaniem św. Serafina z Sarowa) służy miejscowemu monasterowi oraz przyklasztornej parafii.
Budowę obecnej, murowanej rozpoczęto w tym samym miejscu w 1998. Uroczyste wyświęcenie z udziałem metropolity Sawy nastąpiło 9 czerwca 2002.